# 's Lands Hospitaal
's Lands Hospitaal in Paramaribo is het oudste ziekenhuis van Suriname. Het werd opgericht als militair hospitaal in de 18e eeuw en opengesteld voor burgers in 1821.

## Medische zorg in Paramaribo
Het 's Lands Hospitaal kwam in de plaats van een militair hospitaal, waarover gouverneur Johannes Heinsius in 1679 al schreef. Drie jaar later was er sprake van een provisioneel ziekenhuis dat in het raadhuis was gevestigd totdat er in 1694 een huis werd aangekocht waar het hospitaal een nieuw onderkomen kreeg. Het 'Edele Societeyts Hospitael' werd vervangen door een nieuw gebouw, mede gefinancierd door 66 joden die hiervoor 25.905 pond suiker moesten leveren.

## Geschiedenis

### Gebouwen

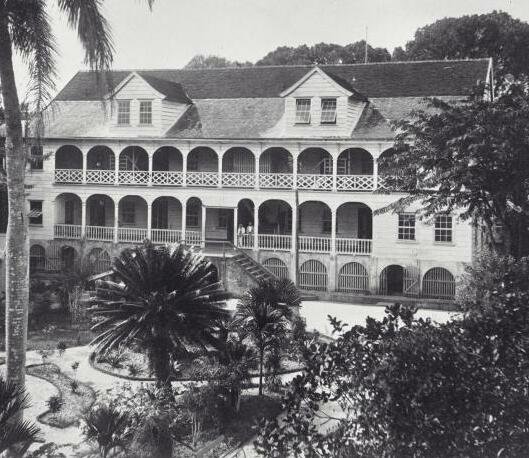
Het Militair Hospitaal, 1880-1900

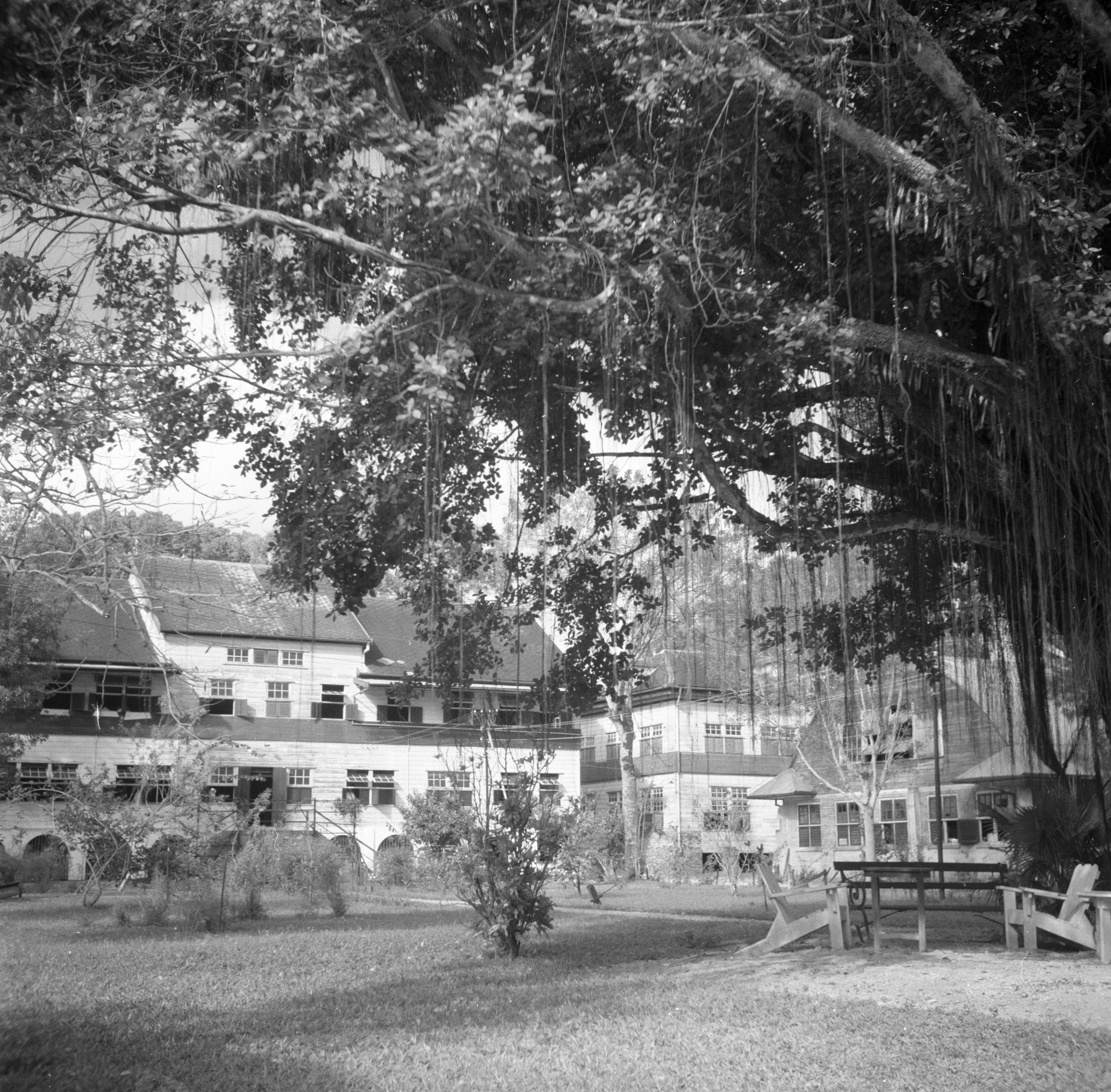
's Lands Hospitaal, 1947

Er waren veel militairen in Paramaribo, vooral sinds gouverneur Van Sommelsdijck zijn 300 manschappen had uitgebreid om zich te verdedigen tegen de aanvallen van de Marrons. Onder gouverneur Crommelin was dat opgelopen tot 1500 man. Er moest dus een nieuw en groter hospitaal komen. In december 1761 kon met de bouw begonnen worden, nadat er voldoende bakstenen uit Holland waren aangekomen om de fundering te maken.
Het hoofdgebouw werd ongeveer 33x10 meter, het had twee verdiepingen en een zolder. Er waren aparte gebouwen met een laboratorium en keukens. Er kwam een apart huis voor lepralijders en in 1771 kwam er een apart gebouw bij voor besmettelijke ziekten ('tropische ziekten').
Nadat het in 1821 voor een deel afbrandde en herbouwd was, werd het opengesteld voor burgers. Er werd een waterleiding aangelegd maar die werkte op regenwater. In 1906 werd een waterreservoir aangelegd  van 300m3 en pas in 1907 kwam er een pomp. In 1934 kwam er stromend water van de gemeente. 
In 1903 werd een nieuwe keuken in gebruik genomen, de oude keuken werd een tyfusbarak. De nieuwe keuken kreeg in 1928 een gasfornuis e in 1929 een koelkamer.
In 1904 werd een operatiekamer geopend. de vloer bleek zo slecht dat hij in 1920 gestut moest worden. In 1926 werden de muren met platen bekleed en in 1931 werd de operatiekamer muskietenvrij gemaakt.
In 1909 werd de gasfabriek in gebruik genomen en kreeg het hospitaal gasverlichting, die in 1932 door elektrisch licht verd vervangen.
De leprapatiënten werden vanaf 1897 verzorgd door RK. Liefde-zusters uit Tilburg, in 1904 waren er tien nonnen actief. In 1910 werden de nonnen overgeplaatst naar het St. Vincentius Ziekenhuis, dat in 1916 was geopend. Er waren 70 bedden.
In 1921 werd gestart met de bouw van een nieuwe afdeling voor besmettelijke ziekten, het hoofdgebouw en de zes paviljoens werden in 1924 geopend. Toch bleef het hospitaal te klein maar er was geen geld voor verdere uitbreiding. Op 1 januari 1934 werd de huidige naam van het ziekenhuis in gebruik genomen. Er werken nu ongeveer 150 mannen en ruim 600 vrouwen.
Na de Tweede Wereldoorlog werd het Welvaartsfonds opgericht met een kapitaal van 40 miljoen gulden. Hieruit zou de bouw van een nieuw ziekenhuis gefinancierd worden, maar toen het beloofde  bedrag te laag bleek, werd 500.000 aan het St. Vincentius Ziekenhuis geschonken.
Nadat vele commissies zich over de bouwplannen hadden gebogen, werd in 1960 gestart met de bouw van Het Centraal Ziekenhuis, enkele jaren later omgedoopt tot Academisch Ziekenhuis.
Het 's Lands Hospitaal had weinig geld en werd zo slecht onderhouden dat men in 1970 overwoog het te sluiten maar het kon niet gemist worden want het Academisch Ziekenhuis had te weinig bedden. In 1974 werd een nieuw paviljoen voor lepra-patiënten geopend. In 1976 kwam er een röntgenafdeling. 

### Verpleging

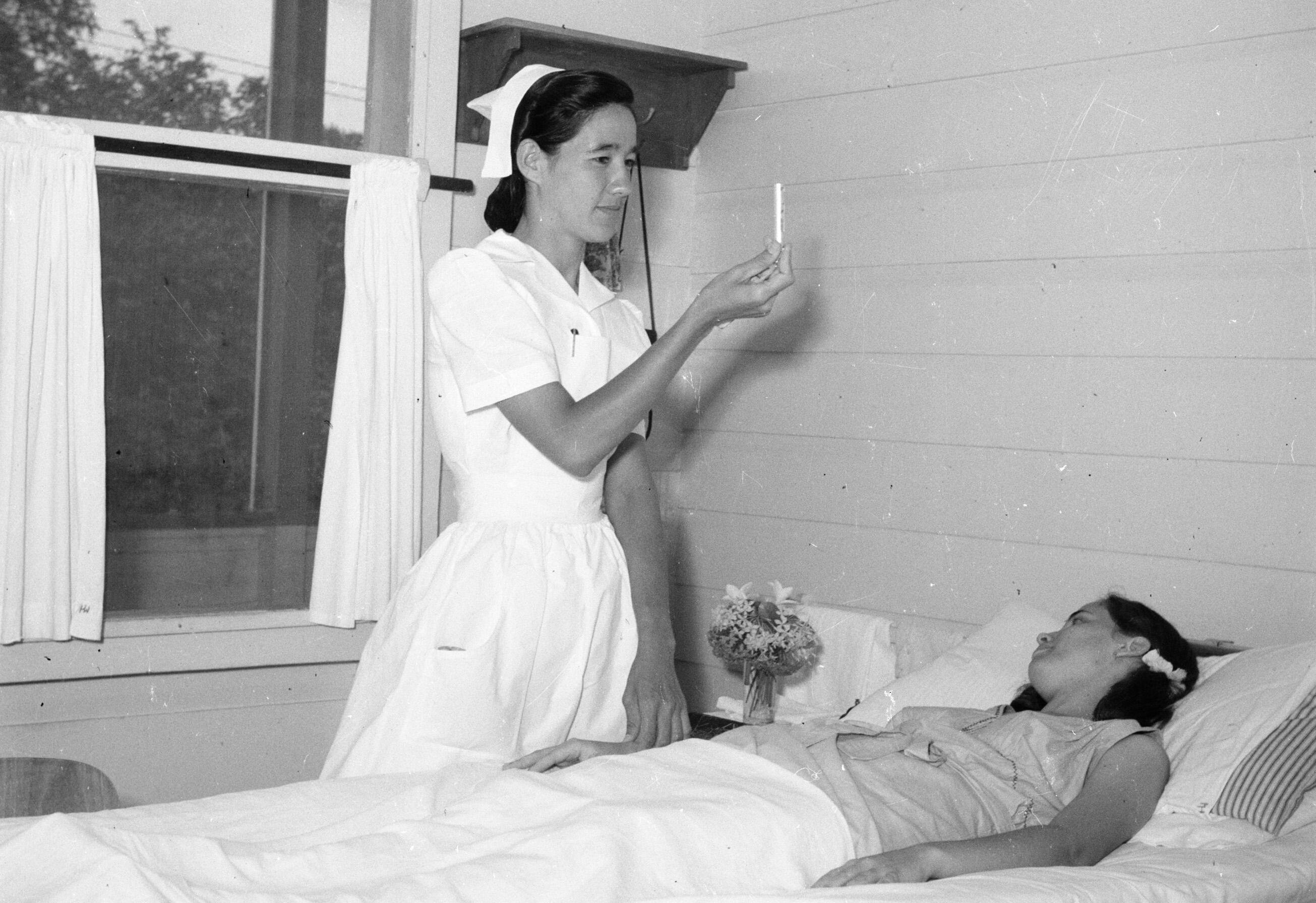
Verpleegster en patiënt, 1947

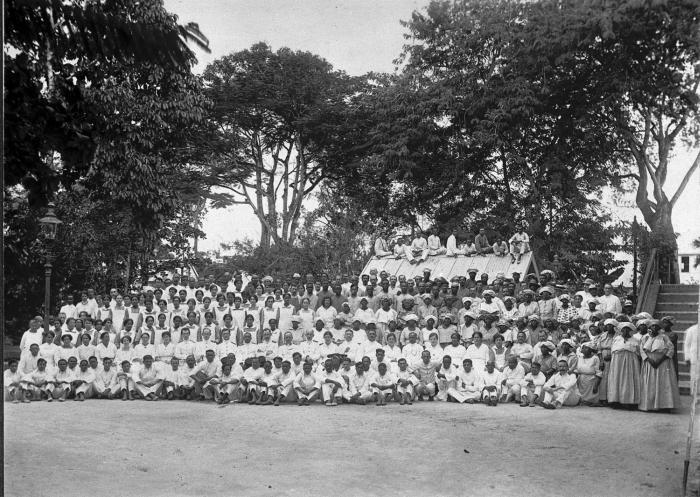
Het voltallige personeel, 1922

In 1907 werd de Nederlandse Begemann Torchiana als Hoofd Verpleging aangesteld en verdwenen de laatste militaire ziekenoppassers. In 1911 slaagden de eerste zeven pleegzusters  voor hun cursus. Begemann Torchiana werd in 1913 opgevolgd door de Surinaamse zr. Lubliek.

### Specialisten
Het ontbreekt in Suriname niet aan medische kennis, maar wel aan geld en personeel. Sinds 1957 werken veel Surinaamse artsen en verpleegsters in Nederland. Het 's Lands Hospitaal bestaat uit diverse koloniale gebouwen. In 1913 kwam er een apart paviljoen met een kinderafdeling die daar tot 1931 bleef. In 1996 werd actie ondernomen om achterstallig onderhoud aan  te pakken. Er kwam een nieuw dak op het beddenhuis en de kinderafdeling werd afgebouwd. In 2010 werd een nieuw centrum voor moeder- en kinderzorg geopend. Ongeveer de helft van alle bevallingen in Suriname vinden hier plaats. In 1979 werden er 4000 baby's geboren. Er zijn 310 bedden en 47 wiegjes. Er is sinds 1981 ook een nierdialysecentrum (25 stoelen) en in juni 2013 opende kno-arts Jim Nean een polikliniek en is drs. K. Waldring de internist-infectioloog.

### Bestuur
Als militair hospitaal stond het ziekenhuis onder leiding van een militaire arts. In het begin van de 20ste eeuw waren er vijf officieren van gezondheid in Suriname, vier van hen werkten in 's Lands Hospitaal. Naast hen werden een gynaecoloog en 1 of 2 specialisten aangesteld.
In 1936-1938 was P. Cool (*1881) Geneeskundig-Inspecteur in Paramaribo, tevens hoofd 's Lands Hospitaal. Hij was kolonel bd. van het KNIL. Hij had als majoor vanaf 1926 aan het hoofd gestaan van de dienst Volksgezondheid in Nederlands-Indië.
In 1939 werd Cornelis William Naar (1887-1944) benoemd. Hij was in 1928 in Leiden gepromoveerd, keerde daarna naar Suriname terug, vestigde zich als oogarts en werd Lid van de Koloniale Staten.
Na zijn overlijden werd drs. Ho A Sjoe aangesteld en hij werd in 1958 door dr. E.G. Wijngaarde opgevolgd. Freddy Lim A Po, die net als zijn voorgangers medicijnen in Leiden studeerde, bekleedde die functie  van 1966-1983. Hij promoveerde in 1981. Zijn opvolger was drs. I. H. Kie Tjauw, hij bleef tot 1993.
De huidige baas is ir. M. Hindoriel. Hij wordt geen geneesheer-directeur genoemd maar algemeen directeur. Hij trad op 1 december 1993 aan.